# أنومودونت
الأنومودونت (Anomodontia) هي مجموعة منقرضة من الثيرابسيديات غير الثديية التي تحتوي على أنواع عديدة من عصور البرمي إلى الترياسي، (ومن المحتمل أنها استمرت حتى الطباشيري المبكر) معظمها كانت بلا أسنان وربما كانت حيوانات آكلة للنباتات داخلية الحرارة، بما في ذلك الأشكال البدائية مثل الديساينودونت.